# Корфино (Лука)
Корфино је насеље у Италији у округу Лука, региону Тоскана.
Према процени из 2011. у насељу је живело 439 становника. Насеље се налази на надморској висини од 850 м.